# Выборы в Европейский парламент в Австрии (2009)
Выборы в Европарламент в Австрии в 2009 году проходили 7 июня. На выборах определились все 17 депутатских мест Австрии в Европарламенте (ранее Австрия была представлена в Европарламенте 18 депутатами). Явка на выборах составила 46,0 %.

## Результаты
| Партия                                                     | Голосов           | Мест | Δ   |
| ---------------------------------------------------------- | ----------------- | ---- | --- |
| Австрийская народная партия                                | 858 921 (29,98 %) | 6    | ▬   |
| Социал-демократическая партия Австрии                      | 680 041 (23,74 %) | 5    | ▼ 2 |
| «Доктор Мартин — за демократию, контроль и справедливость» | 506 092 (17,67 %) | 3    | ▲ 1 |
| Австрийская партия свободы                                 | 364 207 (12,71 %) | 2    | ▲ 1 |
| Зелёные (Австрия)                                          | 284 505 (9,93 %)  | 2    | ▬   |
| Альянс за будущее Австрии                                  | 131 266 (4,6 %)   | 1    | ▲ 1 |

## Депутаты от Австрии в новом составе Европарламента
- Мартин Эренхаузер — «Доктор Мартин — за демократию, контроль и справедливость»
- Карин Каденбах — Социал-демократическая партия Австрии
- Отмар Карас — Австрийская народная партия
- Элизабет Кёстингер — Австрийская народная партия
- Йорг Лейхтфрид — Социал-демократическая партия Австрии
- Ева Лихтенбергер — Зелёные (Австрия)
- Ульрике Лунацек — Зелёные (Австрия)
- Ханс-Петер Мартин — «Доктор Мартин — за демократию, контроль и справедливость»
- Андреас Мёльцер — Австрийская партия свободы
- Франц Обермайр — Австрийская партия свободы
- Хелла Раннер — Австрийская народная партия
- Эвелин Регнер — Социал-демократическая партия Австрии
- Пауль Рюбиг — Австрийская народная партия
- Рихард Зеебер — Австрийская народная партия
- Эрнст Штрассер — Австрийская народная партия
- Ханнес Свобода — Социал-демократическая партия Австрии
- Ангелика Вертманн — «Доктор Мартин — за демократию, контроль и справедливость»
- Иосиф Веиденхолзер — Социал-демократическая партия Австрии
- Эвальд Штадлер — Альянс за будущее Австрии (2011—2013) и с 2014 РЕКОС